# Otepää

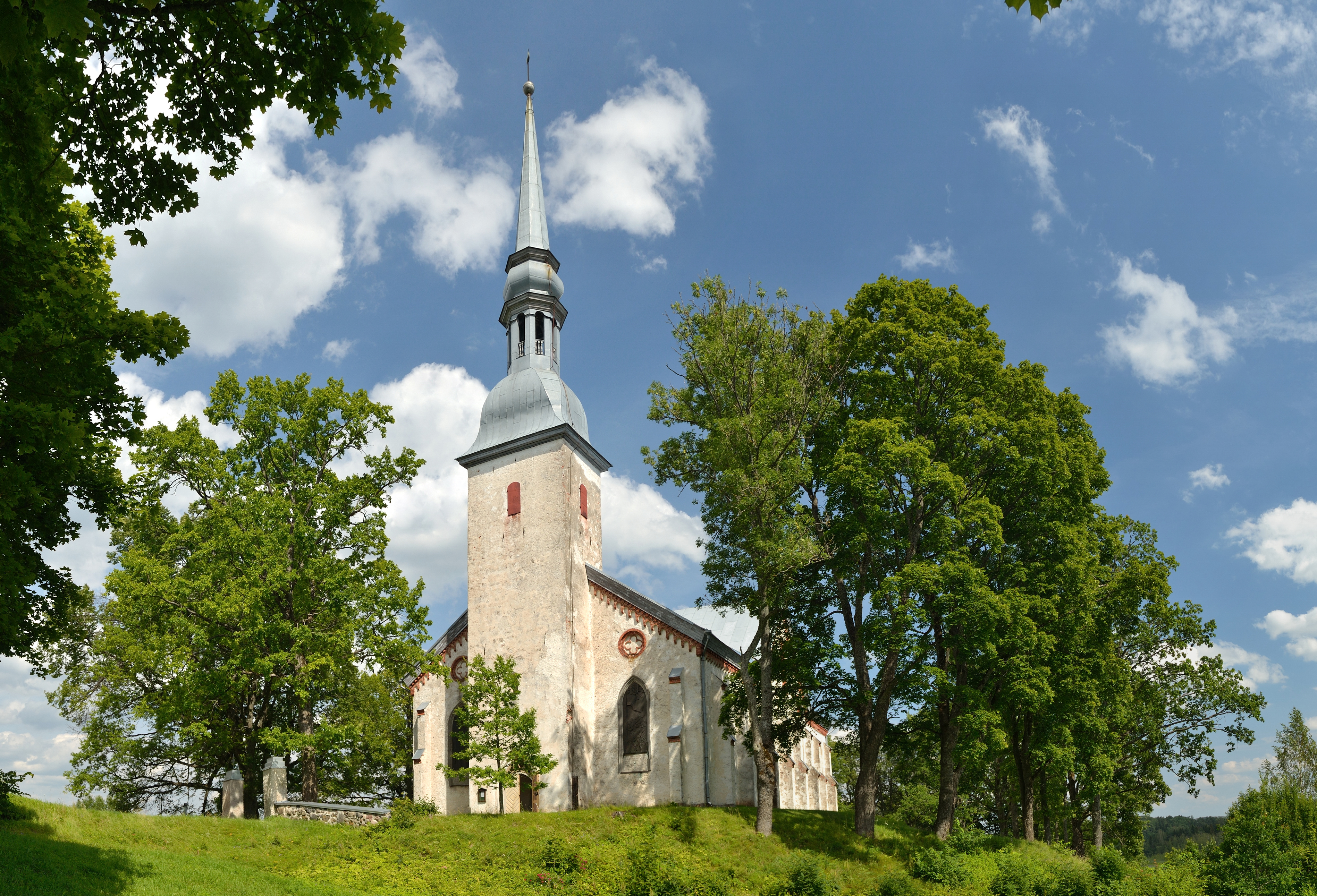
Biserica din Otepää

Otepää este un oraș în Estonia.
1. ↑  Eesti kohalik omavalitsus ja liidud 100. 1, Omavalitsustegelased (în estonă)
2. ↑  Haldus- ja asustusjaotus (în estonă), Consiliul Funciar Eston[*], accesat în 7 august 2021